# Bernard Mandeville
Bernard Mandeville (* 15. November 1670 in Rotterdam; † 21. Januar 1733 in Hackney bei London) war ein niederländischer Arzt und Sozialtheoretiker, der in England lebte und in englischer Sprache veröffentlichte.
In seinem Hauptwerk, der Bienenfabel, beschrieb er als einer der Ersten die Wirtschaft als Kreislaufsystem und stellte die provozierende These auf, dass nicht die Tugend die eigentliche Quelle des Gemeinwohls sei, sondern das Laster. Mandeville sprach sich zudem für eine legalisierte, staatlich kontrollierte Prostitution aus. Er galt unter anderem Friedrich Hayek als bedeutender Vordenker. Seine These, dass individueller Nutzen nicht mit globalem Nutzen identisch sein muss, wurde zu einem wichtigen Theorem der Ökonomie, das nach ihm auch Mandeville-Paradox heißt.

## Leben

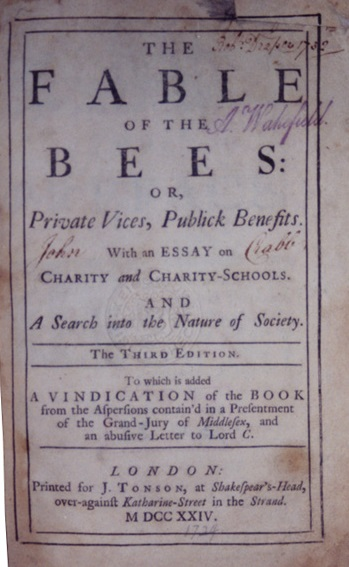
The Fable of The Bees, 3. Auflage 1724, Titelblatt

Mandeville stammte von einem wallonischen Hauptmann der Armee des Herzogs von Alba ab, der um 1574 im Norden der Niederlande geheiratet und sich dort niedergelassen hatte. Die Familie war hugenottischer Herkunft, unter den Nachfahren des Hauptmanns waren bedeutende Ärzte. Getauft wurde Bernard in der Gereformeerde Kerken in Nederland in Rotterdam. Mandeville studierte an der Universität Leiden von 1685 bis 1689 zunächst Philosophie, anschließend bis 1691 Medizin. Er scheint zunächst in den Niederlanden kurze Zeit als Arzt für Nerven- und Magenleiden praktiziert zu haben. 1693 siedelte er nach London über, wo er sich als Arzt niederließ und 1699 eine Engländerin, Ruth Laurence heiratete. Sie hatten eine Tochter und einen Sohn. Er hatte gute Beziehungen zur britischen Führungsschicht; z. B. war er mit dem Lordkanzler Thomas Parker, 1. Earl of Macclesfield, dem Vater von George Parker, befreundet.

## Schriften
Mandeville begann 1703 eine erfolgreiche schriftstellerische Karriere. Nach englischen Tierfabel-Bearbeitungen und einer Versgroteske brachte er 1705 anonym das satirische Gedicht Der unzufriedene Bienenstock (The Grumbling Hive: or, Knaves Turn’d Honest) als Sixpenny-Broschüre heraus, die so stark nachgefragt wurde, dass bereits im selben Jahr ein Raubdruck erschien. Mandeville erweiterte den Text allmählich um Anmerkungen, Essays und Dialoge zur heutigen Fassung der Bienenfabel. Die erste Erweiterung erschien (wieder anonym) 1714 unter dem Titel Die Bienenfabel, oder Private Laster, öffentliche Vorteile (The Fable of The Bees: or, Private Vices Publick Benefits). Mandeville ließ den Text weiter ergänzt 1723 erscheinen. 1729 erschien auch ein zweiter Teil der Bienenfabel, der aus sechs Dialogen besteht. Auch dieser brachte es zu mehreren Auflagen und erlebte 1761 eine deutsche Übersetzung. 1732 erschien eine Fortsetzung des zweiten Teils, An Enquiry into the Origin of Honour and the Usefulness of Christianity in War.
Mandeville publizierte auch weitere Werke, unter anderem Die entlarvte Jungfrau, oder weibliche Dialoge zwischen einer älteren ledigen Dame und ihrer Nichte (1709), über sein medizinisches Fachgebiet hypochondrische und hysterische Leiden (1711), Freie Gedanken über Religion, Kirche und nationales Glück (1720), Zur Befürwortung öffentlicher Bordelle (1724), Untersuchung über die Ursachen der zahlreichen Hinrichtungen in Tyburn, sowie Vorschläge für die Behandlung von Zuchthäuslern (1725). Nicht nur die Bienenfabel, sondern auch andere seiner Schriften erlebten einen ausgesprochenen Erfolg und wurden zum Teil noch zu seinen Lebzeiten in andere Sprachen übersetzt.

### Die Bienenfabel
Die provokanten ethischen Anschauungen, die Mandeville in der Bienenfabel formulierte, lösten schon unter den Zeitgenossen eine lebhafte Diskussion aus, in der seine Ansichten fast durchweg abgelehnt wurden. Die zentrale Aussage des Werkes lässt sich gut an den letzten Zeilen des Werkes ablesen:

„„Mit Tugend bloß kommt man nicht weit;

Wer wünscht, daß eine goldne Zeit

Zurückkehrt, sollte nicht vergessen:

Man musste damals Eicheln essen.““

Dass persönliche Tugend (Genügsamkeit, Friedfertigkeit) für Fortschritt und Prosperität der Gesellschaft weniger förderlich seien als Luxus, Verschwendung, Krieg und Ausbeutung, erregte Widerspruch. Das Obergericht von Middlesex erklärte die Bienenfabel für geeignet, „alle Religion und bürgerliche Herrschaft“ umzustürzen, wogegen Mandeville sich in einer „Rechtfertigung“ wehrte (in der dritten Auflage von 1724). Widerspruch erntete er vor allem bei dem idealistischen Philosophen George Berkeley (1685–1753) und bei den Ökonomen Francis Hutcheson und Adam Smith. Smith übernahm aber etliche seiner Beispiele.

### Bescheidene Streitschrift für Öffentliche Freudenhäuser
Seine 1726 erschienene Bescheidene Streitschrift für Öffentliche Freudenhäuser (Modest Defence of Publick Stews) plädierte für die Einrichtung von öffentlichen Bordellen und die medizinische Kontrolle der Prostituierten. Dabei benannte er – in einer für das 18. Jahrhundert ungewöhnlich offenen Weise – die Klitoris als lustspendendes Zentrum des weiblichen Begehrens. Die Schrift enthält eine für die Zeit angesichts verschiedener Querelles des femmes einfühlsame und differenzierte Geschlechterpsychologie. Jonathan Swifts etwas später erschienene Satire A Modest Proposal spielte vermutlich auf den 1729 bereits sprichwörtlich gewordenen Titel an.

## Bedeutung
Mandeville bietet eine Sozialpsychologie der frühbürgerlichen Epoche, gilt aber nicht als philosophischer Theoretiker und Systematiker. Seine Bienenfabel nannte er selbst eine Satire. „Doch seine Schriften sind mehr als Satire. Satire und Analyse der Mechanismen der bürgerlichen Gesellschaft seiner Zeit verschmelzen bei Mandeville zu einer grotesken Einheit: Was ob seiner Grausamkeit nicht wahr sein dürfte, ist in seinen Augen nackte, unabänderliche Wahrheit. Je analytisch genauer seine Apologie des Frühkapitalismus wird, desto mehr gerät sie in die Nähe des Schwarzen Humors.“ (Euchner, S. 10.) Seine philosophische Position ist anthropologische Skepsis. „Mandeville steht in der Tradition des französischen epikuräisch-pyrrhonischen Skeptizismus – zu seinen bevorzugten Schriftstellern gehören Montaigne, La Rochefoucauld und Pierre Bayle –, des Calvinismus und der von Bacon, Hobbes und Locke begründeten englischen Aufklärungsphilosophie.“ (Euchner, S. 15.)
Seine scharfsinnigen und oft witzigen Analysen des sozialen Verhaltens versuchten aufzuzeigen, welche Motive unter den kulturellen Verbrämungen der altruistischen Tugend liegen: egoistische Triebe und Affekte. Zivilisatorischer Fortschritt und wirtschaftliche Potenz einer Nation würden getrieben von Selbstsucht und seien verschwistert mit einem Verfall der Sitten. Hierin stimmt mit Mandeville etwa Jean-Jacques Rousseau überein. Aber „anders als Rousseau, als wahrer Anti-Rousseau“ (Euchner, S. 37) optiert Mandeville für den ökonomischen Fortschritt und nimmt die Laster der Gesellschaft offenen Auges in Kauf.
Mandevilles ökonomische Thesen dürften auch heute noch Anstoß erregen. Für ihn beruhte die Prosperität einer Gesellschaft auf der billigen Arbeit der Unterprivilegierten. So gelte, „daß in einem freien Volke, wo die Sklaverei verboten ist, der sicherste Reichtum in einer großen Menge schwer arbeitender Armer besteht.“ (S. 319) Es gehört zu den größten Leistungen Mandevilles, dass er die Lage des Proletariats ohne Beschönigungsversuche theoretisch zu erfassen suchte. Karl Marx nannte ihn dafür einen „ehrlichen Mann und hellen Kopf“ und rechnete Mandeville positiv an, dass er unendlich kühner und ehrlicher als die philisterhaften Apologeten der bürgerlichen Gesellschaft gewesen ist.
Auch die heutige Wirtschaftsideologie greift auf Ideen zurück, die Mandeville als erster in solcher Deutlichkeit ausgesprochen haben dürfte:

„Wenn die arbeitende Bevölkerung in einem Land zwölf Stunden am Tag und sechs Tage in der Woche arbeitet, während sie in einem anderen Lande nur acht Stunden am Tage und nicht mehr als vier Tage in der Woche beschäftigt wird, müssen Produkte letzterer teurer sein und haben damit einen Konkurrenznachteil. Eine Handelsnation könne die andere nur unterbieten, wenn ihre Nahrungsmittel und alle Lebensbedürfnisse … billiger sind, oder aber ihre Arbeiter sind fleißiger oder arbeiten länger oder (sie) begnügen sich mit einer einfacheren Lebensführung als ihre Nachbarn.“

Friedrich Hayek, Nobelpreisträger der Österreichischen Schule, stellte Mandeville in seiner Schrift Recht, Gesetzgebung und Freiheit (1979) sowie einem Vortrag bei der British Academy als wirtschaftswissenschaftlichen Meisterdenker dar.

## Textausgaben
- Bernard Mandeville: Die Bienenfabel oder Private Laster, öffentliche Vorteile. Einleitung Walter Euchner. 2. Aufl. Frankfurt 1980 (stw 300) ISBN 3-518-27900-9 Die deutsche Ausgabe folgt dem Text der dritten Auflage von 1724. Alle Zitate mit Seitenangabe stammen aus dieser Ausgabe.
- The Fable of the Bees: or, Private Vices, Publick Benefits. By Bernard Mandeville. With a Commentary Critical, Historical, and Explanatory by F. B. Kaye, 2 vol. Oxford 1924, 2. Aufl. 1957. Die maßgebliche kritische Edition.
- Bernard de Mandeville: Eine Bescheidene Streitschrift für Öffentliche Freudenhäuser Oder ein Versuch über die Hurerei wie sie jetzt im Vereinigten Königreich praktiziert wird. Verfasst von einem Laien. Aus dem Englischen, annotiert und mit einem Essay versehen von Ursula Pia Jauch. Carl Hanser, München 2001, ISBN 3-446-19989-6.